# Christian 3. af Oldenburg
Christian 3. af Oldenburg (født før 1269, død 1285 i Oldenburg) var regerende greve af Oldenburg fra 1270 til 1285.
Han var søn af grev Johan 1. af Oldenburg og Richeza (eller Rixa) af Hoya.
Christian havde tre sønner fra sit ægteskab med Jutta af Bentheim:
- Christian af Oldenburg
- Johan 2. (død 1315), greve af Oldenburg
- Ótto 1. (død 1348), ærkebiskop af Bremen

## Literatur
- Biographisches Handbuch zur Geschichte des Landes Oldenburg (PDF; 6,8 MB), Isensee-Verlag, s. 126/127, ISBN 3-89442-135-5.